# 元延
元延（げんえん）は、中国、前漢の成帝劉驁の治世に行われた6番目の年号。
紀元前12年 - 紀元前8年。

## 出来事
- 元年：大司馬王商が死去、王根が大司馬となる。

## 西暦との対照表
| 元延 | 元年   | 2年    | 3年    | 4年   | 5年   |
| 西暦 | 前12年 | 前11年 | 前10年 | 前9年 | 前8年 |
| 干支 | 己酉   | 庚戌   | 辛亥   | 壬子  | 癸丑  |